# Land der Berge, Land am Strome
Land der Berge, Land am Strome (Terra de Muntanyes, Terra de Rius) és l'himne nacional d'Àustria. Va ser escrit per Paula von Preradovic, adaptant la melodia de la KV 623 "Eine Kleine Freimaurer Kantata" (Petita cantata masònica) composta per Wolfgang Amadeus Mozart el 17 de novembre de 1791. Va ser declarat oficial el 1947.

## Himne
Land der Berge, Land am Strome (alemany)
Land der Berge, Land am Strome,
Land der Äcker, Land der Dome,
Land der Hämmer zukunftsreich!
Heimat bist du großer Söhne,
Volk begnadet für das Schöne,
Vielgerühmtes Österreich,
Vielgerühmtes Österreich!
Heiß umfehdet, wild umstritten,
Liegst dem Erdteil du inmitten
Einem starken Herzen gleich.
Hast seit frühen Ahnentagen
Hoher Sendung Last getragen,
Vielgeprüftes Österreich,
Vielgeprüftes Österreich.
Mutig in die neuen Zeiten,
Frei und gläubig sieh uns schreiten,
Arbeitsfroh und hoffnungsreich.
Einig laß in Bruderchören,
Vaterland, dir Treue schwören.
Vielgeliebtes Österreich,
Vielgeliebtes Österreich.